# Meghnagar
Meghnagar è una suddivisione dell'India, classificata come census town, di 10.316 abitanti, situata nel distretto di Jhabua, nello stato federato del Madhya Pradesh. In base al numero di abitanti la città rientra nella classe IV (da 10.000 a 19.999 persone).

## Geografia fisica
La città è situata a 22° 56' 30 N e 74° 35' 11 E.

## Società

### Evoluzione demografica
Al censimento del 2001 la popolazione di Meghnagar assommava a 10.316 persone, delle quali 5.354 maschi e 4.962 femmine. I bambini di età inferiore o uguale ai sei anni assommavano a 1.846, dei quali 987 maschi e 859 femmine. Infine, coloro che erano in grado di saper almeno leggere e scrivere erano 6.362, dei quali 3.687 maschi e 2.675 femmine.